# امیرآباد (مهران)
امیرآباد (مهران)، روستایی از توابع بخش صالح‌آباد شهرستان مهران در استان ایلام ایران است.

## جمعیت
این روستا در دهستان هجداندشت قرار دارد و براساس سرشماری مرکز آمار ایران در سال ۱۳۸۵، جمعیت آن زیر سه خانوار بوده‌است.